# Ganz TM
Ganz TM – typ czteroosiowego, dwukierunkowego, jednoczłonowego tramwaju, wytwarzanego przez węgierskie zakłady Ganz w latach 1940–1943. Ogółem wyprodukowano 75 tramwajów i wszystkie dostarczono do Budapesztu. Konstrukcja tramwaju opierała się na amerykańskiej koncepcji PCC, stworzonej w latach 30. XX wieku. Rozwinięciem konstrukcyjnym typu TM jest Ganz UV.

## Historia

### Geneza
Pod koniec lat 30. XX wieku w Budapeszcie przygotowano plan budowy linii tramwajowej Boráros tér – Újpest, dla której przewoźnik BSzKRt planował zakup 75 czteroosiowych wagonów silnikowych. Kontrakt na dostawę pierwszych 15 wagonów podpisano 14 lipca 1939 r.. Zakłady Ganz miały wówczas okazję do zbudowania nowoczesnego tramwaju, opartego na rozwiązaniach zastosowanych w amerykańskim PCC. W porównaniu ze starszymi typami tramwajów eksploatowanych w Budapeszcie, Ganz TM były dwukierunkowe, bardziej energooszczędne i miały ulepszony mechanizm zamykania drzwi.
Projekt budowy linii tramwajowej Boráros tér – Újpest został odrzucony w związku z wybuchem II wojny światowej, jednak węgierskie Ministerstwo Obrony Narodowej wsparło rozwój systemu tramwajowego ze względu na wzmożone potoki pasażerskie.

### Ganz TM na ulicach Budapesztu

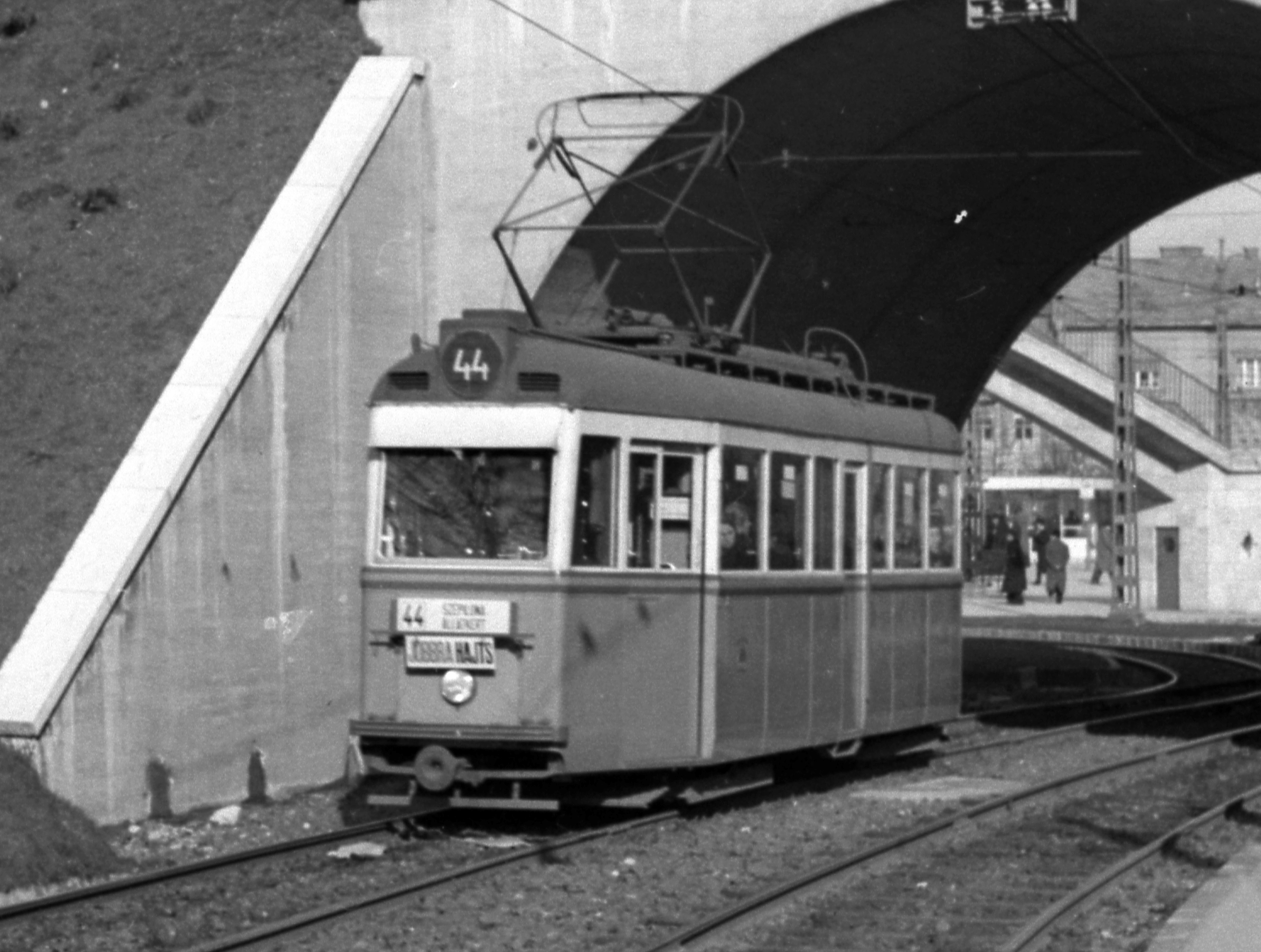
Ganz TM na linii nr 44 w 1941 r.

Pierwsze dwa wagony (3600 i 3601) zostały oficjalnie przekazane do eksploatacji w dniach 8 i 14 listopada 1940 r. Przewoźnik BSzKRt przypisał wagony do linii 44, na której jednak nie miały one możliwości rozwinięcia wysokich prędkości z powodu wzmożonego ruchu na ulicy Rakoczego (węg. Rákóczi út). Z jednej strony dzięki ogrzewaniu i skórzanej tapicerce zwiększył się komfort podróży pasażerów, jednak z drugiej strony tramwaje były głośniejsze niż ich poprzednicy: pasażerowie porównywali dźwięk Ganzów TM do spadającej bomby Junkers Ju 87, a bombę tę w czasie II wojny światowej nazywano „Stuką” od niemieckiego terminu Sturzkampfflugzeug.
W 1941 r. wprowadzono do ruchu wagony nr 3602–3614. Przewoźnik BSzKRt zamówił dodatkowe wagony w zakładach Ganz. Dostarczono je w 1941 r. (3615–3629) i 1942 r. (3630–3649) i przydzielono je do obsługi linii nr 16A. Tym samym liczba tramwajów TM zwiększyła się do 50. W 1942 r. wagony przydzielono do linii 46, 67 i 72, a rok później pojawiły się również na linii nr 61 w Budzie i późnym wieczorem na linii nr 43 w Kispescie. BSzKRt zamówiło kolejną serię tramwajów 21 stycznia 1943 r. (3675–3699), ale fabryka Ganz została zbombardowana w kwietniu 1944 r., więc prace konstrukcyjne wstrzymano. Z powodu braku części wprowadzenie do ruchu wagonów o numerach 3650–3672 opóźniło się do 1943 r., a pozostałe dwa (3673 i 3674) przekazano do eksploatacji dopiero w 1947 r..

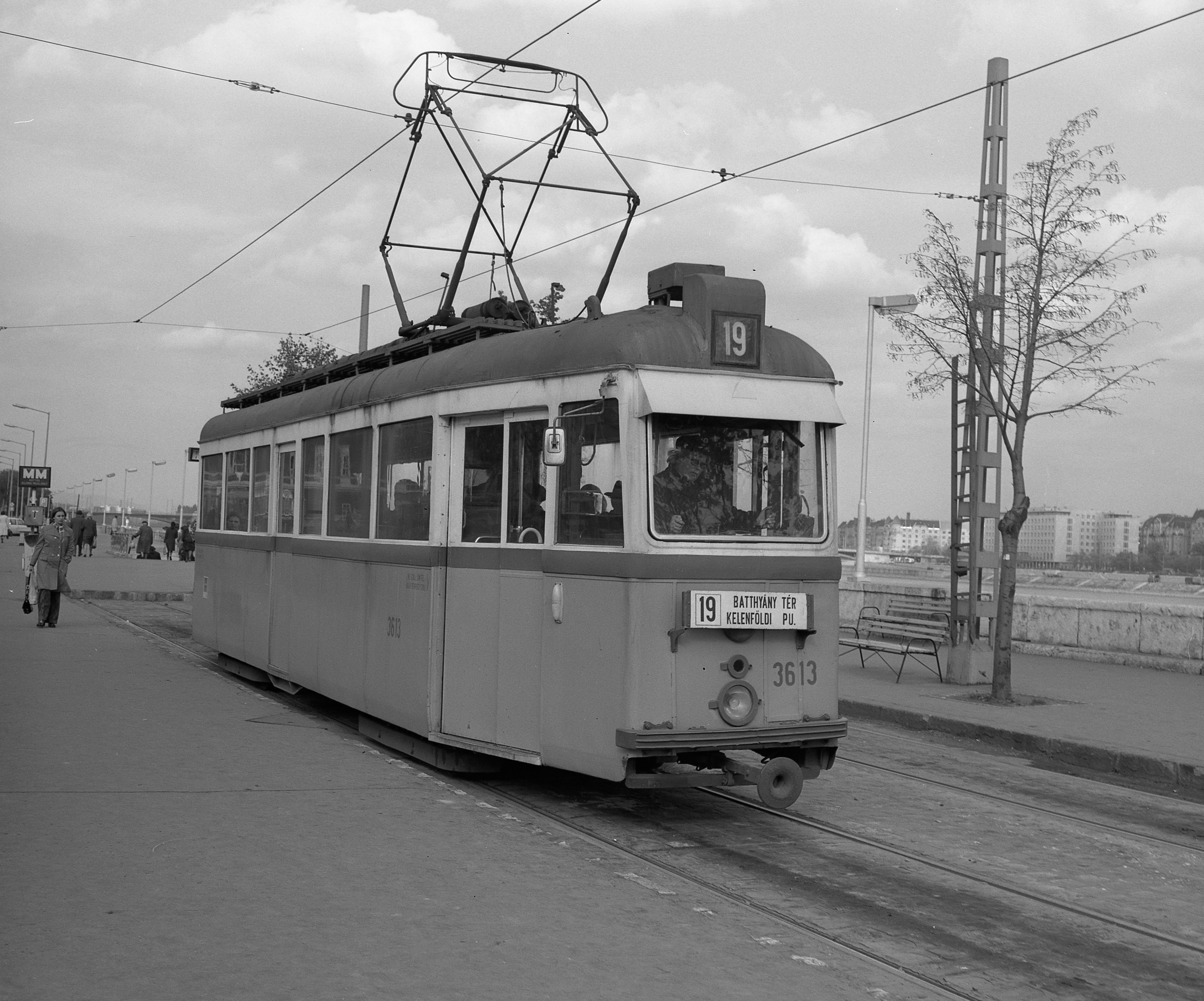
Wagon nr 3613 na placu Batthyány w 1979 r.

Po II wojnie światowej środkowe drzwi wagonów zablokowano. Po zmianach pierwsze drzwi służyły do wsiadania do tramwaju i były otwierane przez motorniczego, a tylne drzwi umożliwiały pasażerom opuszczenie pojazdu i otwierane były przez nich samych lub konduktora. Liczbę miejsc siedzących zmniejszono z 30 do 16, a skórzane obicia zastąpiono drewnem. W latach 50. XX wieku tramwaje obsługiwały linie tramwajowe nr 2 i 61. Co ciekawe, w tym czasie w wagonie nr 3612 zamontowano elektropneumatyczne mechanizmy drzwiowe, co umożliwiło odblokowanie środkowych drzwi. Wraz z wprowadzaniem do ruchu nowocześniejszych tramwajów Ganz UV, TM zaczęto przydzielać do innych linii niż te wymienione wcześniej.
Stan techniczny tramwajów znacznie się pogorszył w latach 70. XX wieku: ujawniły się m.in. pęknięcia nadwozi. Już na początku dekady w części tramwajów wymieniono wózki na nowe, pochodzące z tramwajów Ganz UV. Przewoźnik BKV zlecił produkcję 150 wózków zakładom Ganz–MÁVAG, ale zamówienie nigdy nie zostało zrealizowane. Pod koniec swojej eksploatacji tramwaje Ganz TM obsługiwały jeszcze linię 33. Ostatnie wagony zezłomowano 11 czerwca 1980 r..